# 삭싯 웨추파폰
삭싯 웨추파폰(태국어: ศักดิ์สิทธิ์ เวชสุภาพร, 1984년 1월 20일 ~ )은 또 삭싯(태국어: โต๋ ศักดิ์สิทธิ์, 영어: ToR+ Saksit)이라는 이름으로 잘 알려진 태국의 가수이다. 주요 노래는 Don't Be Curious가 대표적이다. 다만 해당 곡은 TV 동물농장, 걸어서 세계속으로에서도 소개되었다.